# Drosophila araucana
Drosophila araucana är en tvåvingeart som beskrevs av Brncic 1957. Drosophila araucana ingår i släktet Drosophila och familjen daggflugor.
Artens utbredningsområde är Chile.